# Vulkaneifel

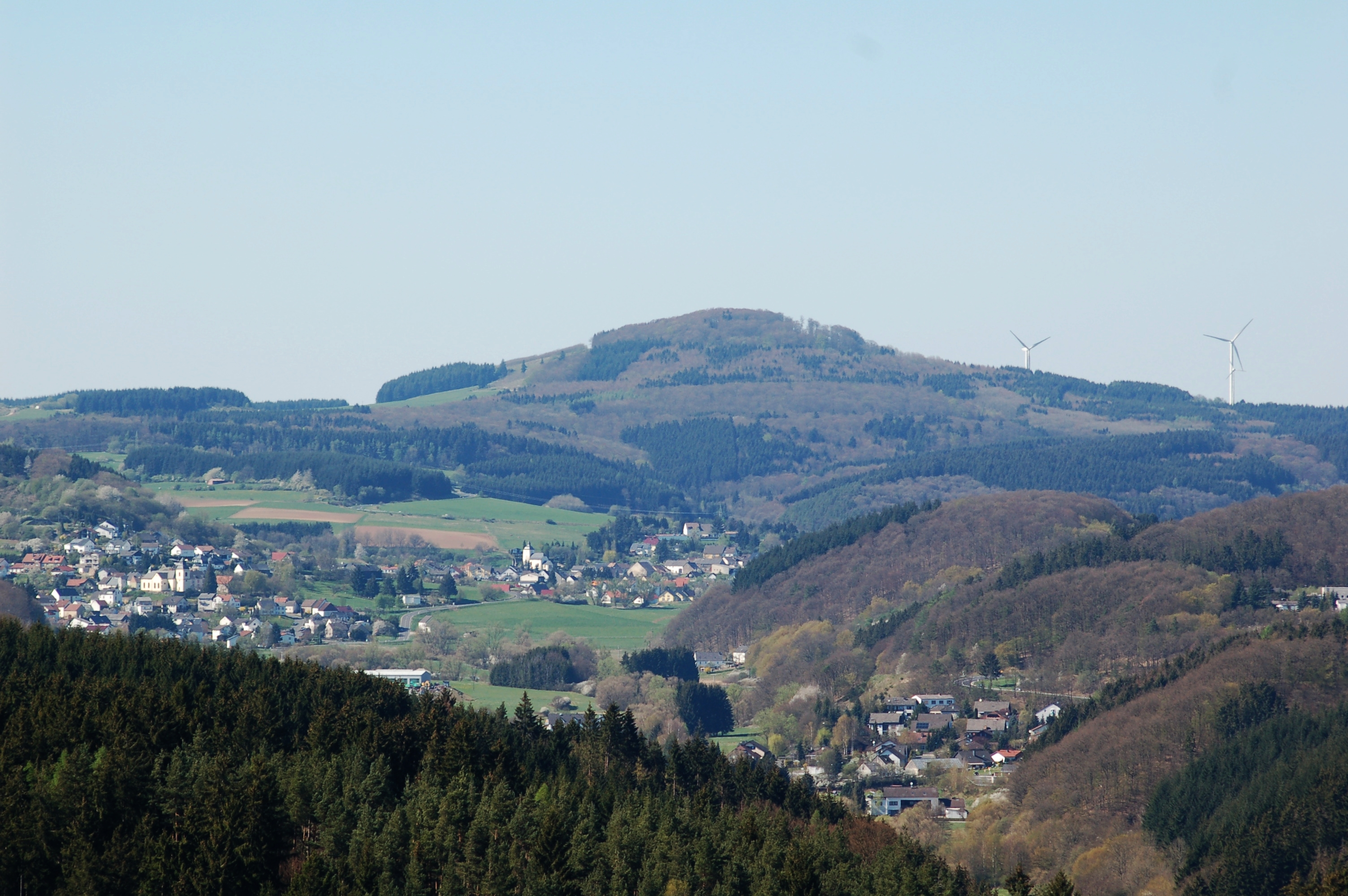
Ernstberg (Erresberg, Erensberg), höchster Berg der Vulkaneifel und eine Erhebung der Westeifelvulkane

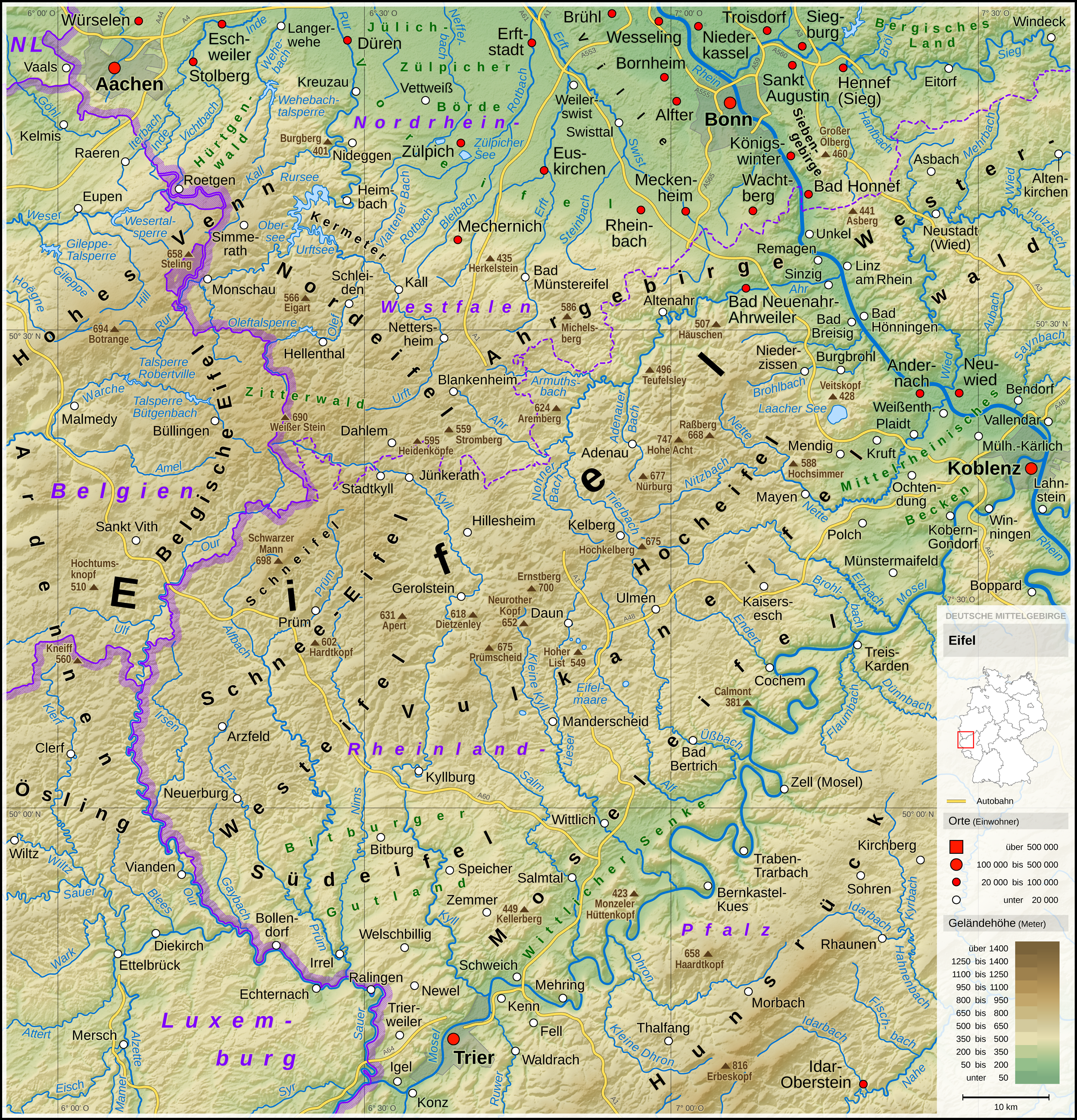
Eifel, u. a. mit Vulkaneifel (diagonal mittig rechts)

Die Vulkaneifel ist eine in Rheinland-Pfalz gelegene und bis 699,8 m ü. NHN hohe Region der Eifel, die sich durch ihre in besonderem Maß mit Vulkanismus verknüpfte geologische Geschichte und Gegenwart auszeichnet. Charakteristisch für ihre Landschaft sind die typischen Eifelmaare, zahlreiche andere Zeugnisse vulkanischer Aktivitäten wie Vulkanbauten, Lavaströme und Vulkankrater wie die Caldera des Laacher Sees. Die Vulkaneifel, von der Großteile im Naturpark Vulkaneifel liegen, ist heute immer noch vulkanisch aktiv. Ein Kennzeichen dieser vulkanischen Aktivität sind austretende vulkanische Gase, wie zum Beispiel im Laacher See oder dem Kleingeysir Wallender Born in Wallenborn.
Die Region Vulkaneifel ist nicht deckungsgleich mit dem Landkreis gleichen Namens, der bis Ende 2006 noch Landkreis Daun hieß.

## Geographie

### Lage

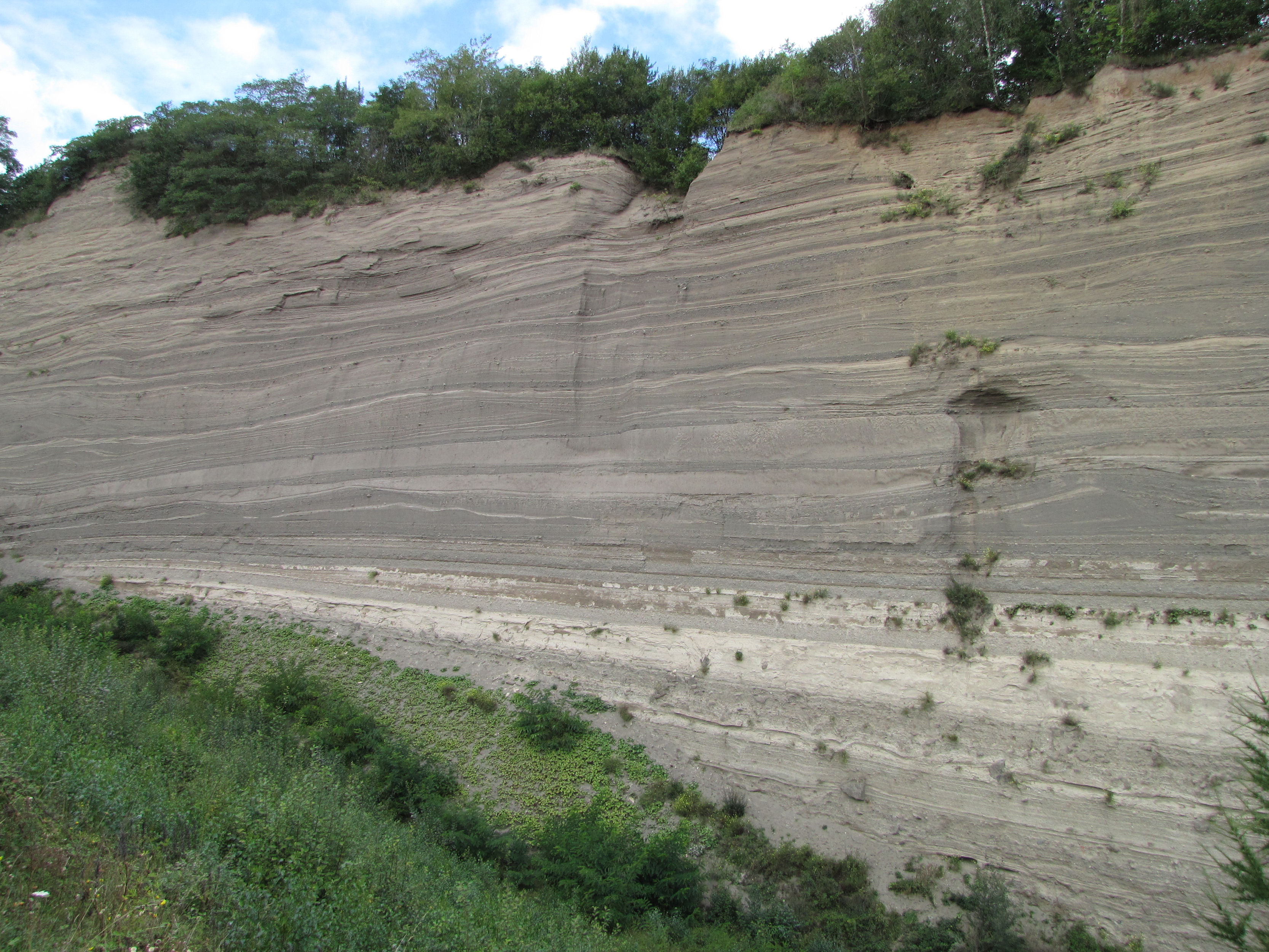
Die Wingertsbergwand vermittelt einen Eindruck von der Größenordnung der während des Ausbruchs des Laacher-See-Vulkans ausgeworfenen Mengen an vulkanischer Asche.

Die Vulkaneifel erstreckt sich vom Rhein bis zur Wittlicher Senke. Sie grenzt im Süden und Südwesten an die Südeifel, im Westen an die luxemburgischen und belgischen Ardennen und im Norden an die Nordeifel mit dem Hohen Venn. Im Osten bildet der Rhein die geografische Grenze, der Vulkanismus überschreitet diesen nicht.
Die Vulkaneifel wird naturräumlich in drei Teile gegliedert:
- Vulkanische Westeifel (Verbandsgemeinden Wittlich-Land, Daun, Gerolstein ohne die Gemarkung Nohn),
- Vulkanische Hocheifel (Verbandsgemeinden Adenau, Kelberg, Ulmen und Gemarkung Nohn),
- Vulkanische Osteifel (Verbandsgemeinden Brohltal, Vordereifel, Mendig, Maifeld, Pellenz)

Die Zentren der Vulkaneifel bilden die Region um Daun, Ulmen und Manderscheid und die Gebiete im Landkreis Mayen-Koblenz.
Die gesamte Vulkaneifel erstreckt sich über ein Gebiet von etwa 2000 km² und wird von mehr als 200.000 Menschen bewohnt (Stand 2007).

### Berge
Zu den Vulkanen der Eifel gehören – sortiert nach Höhe in Meter (m) über Normalhöhennull (NHN), nachstehend nach der Zeit des Vulkanismus geordnet:
- Ernstberg (auch: Erresberg; 699,8 m), Landkreis Vulkaneifel – West
- Scharteberg (691,4 m), Landkreis Vulkaneifel; mit Sendemast des Sender Eifel (SWR) – West
- Hochkelberg (674,9 m), Landkreis Vulkaneifel; mit Sendemast auf der Südkuppe – Tertiär
- Prümscheid (674,7 m), Landkreis Vulkaneifel – nicht vulkanisch (gleichnamiger Quarzitrücken, auf dem auch Scharteberg und Dietzenley aufsitzen)
- Nerother Kopf (651,7 m), Landkreis Vulkaneifel; mit Burgruine Freudenkoppe – West
- Dietzenley (617,6 m), Landkreis Vulkaneifel; mit hölzerner Aussichtswarte – West
- Arensberg (ca. 590 m), Landkreis Vulkaneifel – Tertiär
- Hochsimmer (587,9 m), Landkreis Mayen-Koblenz – Ost
- Gänsehals (575,3 m), Landkreis Mayen-Koblenz – Ost
- Engelner Kopf (575,1 m), Landkreis Ahrweiler (bei Kempenich-Engeln) – Ost
- Hochstein (563 m), Landkreis Mayen-Koblenz – Ost
- Steineberger Ley (557,8 m), Landkreis Vulkaneifel; mit Vulcano Infoplattform (Aussichtsturm) – Tertiär
- Rockeskyller Kopf (554,6 m), Landkreis Vulkaneifel – West
- Hoher List (549,1 m), Landkreis Vulkaneifel; mit Observatorium Hoher List – West
- Wartgesberg (ca. 475 m), Landkreis Vulkaneifel (bei Strohn) – West
- Veitskopf (428,1 m), Landkreis Ahrweiler; nahe Laacher See; mit Aussichtsturm Lydiaturm – Ost
- Ettringer Bellberg (427,5 m), Landkreis Mayen-Koblenz (südlich Ettringens) – Ost
- Karmelenberg (372,5 m), Landkreis Mayen-Koblenz – Ost
- Mayener Bellberg (363,2 m), Landkreis Mayen-Koblenz (nördlich Mayens) – Ost
- Nastberg (317,4 m), Landkreis Mayen-Koblenz (bei Andernach-Eich) – Ost
- Korretsberg (295,0 m), Landkreis Mayen-Koblenz (bei Kruft) – Ost

→ Siehe auch: Liste von Bergen und Erhebungen der Eifel

## Vulkanische Landschaftsformen

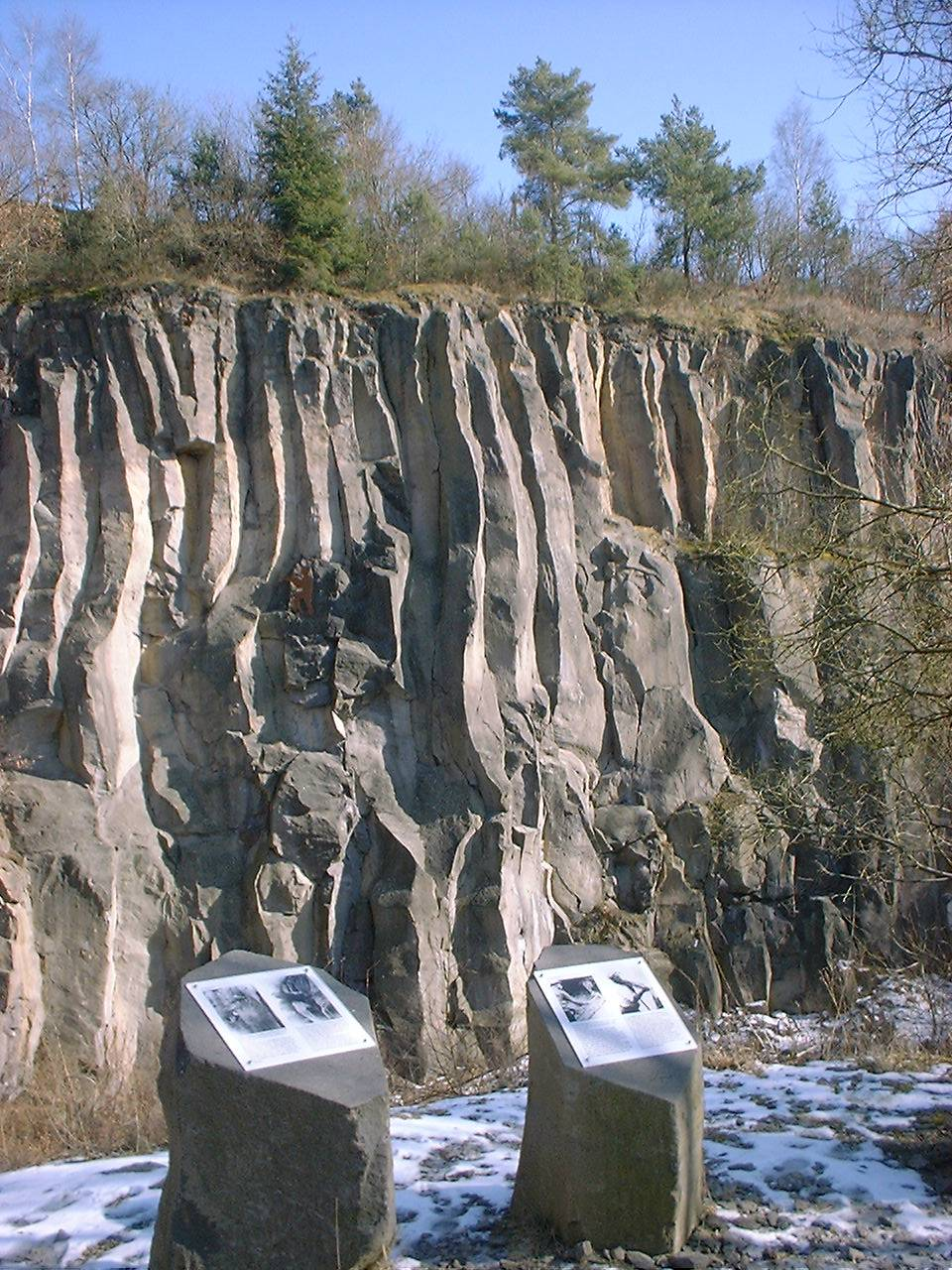
Basaltsäulen in der Ettringer Lay

Die Landschaft der Vulkaneifel ist durch die Formen des jungen Vulkanismus geprägt. Vulkankrater, mächtige Bims- und Basalt-Ablagerungen und Maare erzeugen eine abwechslungsreiche Landschaft, die eindrücklich von den geologisch sehr jungen Ereignissen erzählen.
Die vulkanischen Formen der Eifel lassen sich anhand ihres Alters unterscheiden. Die wesentlich älteren Vulkanbauten der Hocheifel sind bereits stark erodiert, während die jüngeren Vulkanbauten der West- und Osteifel oft noch gut erhalten sind. Vor allem die weichen Tuff-Ablagerungen der Vulkanausbrüche, die sehr leicht abgetragen werden, sind hier noch weit verbreitet.
Die meisten der Vulkanbauten der Hocheifel sind als isolierte Kuppen vereinzelt oder in Reihen der mehr oder minder flachen Hochfläche aufgesetzt. Diese Kuppen haben einen kreisrunden oder elliptischen Grundriss. Im Zentrum der Kuppen liegen oft keulen- oder scheibenförmige Basaltkörper, die von Tufflagen umgeben sind. Dabei handelt es sich um Schlotfüllungen, die als Härtling von der Erosion freigestellt wurden. Der in Schlackenkegeln oder Tuffdecken eingedrungene Basalt bildete bei der langsamen Erstarrung säulenförmige Abkühlungsgefüge (Lavasäulen), die mit ihren Längsachsen senkrecht zu den Außenflächen der Basaltvorkommen angeordnet sind. Größere Lavaströme der Hocheifelvulkane sind nicht bekannt.
Die jüngeren Vulkanbauten der West- und Osteifel bestehen vor allem aus Schlackenkegeln, deren Flanken oft an einer oder mehreren Stellen durchbrochen sind. Die Vulkane besitzen oft mehrere Ausbruchszentren, die zu einem komplexen Vulkangebäude verschmolzen sind, und bedecken mit ihren Lavaströmen und Auswurfmassen den älteren Untergrund fast vollständig. Viele Vulkane besitzen einen zentralen Krater, von dem Lavaströme ausgehen. Zahlreiche Vulkanschlote besitzen jedoch keinen Vulkanbau oder Krater mehr und sind nur mit speziellen geologischen und geophysikalischen Methoden aufzuspüren.
Ausgehend von den zentralen Vulkanbauten haben sich in West- und Osteifel Lavaströme über mehrere Kilometer ausgebreitet. Sie haben des Öfteren vorhandene Täler benutzt und diese dadurch versperrt, so dass sich der Bach oder Fluss einen neuen Weg suchen musste. Beispiele dafür finden sich im Nettetal oder im Ueßtal bei Bad Bertrich.

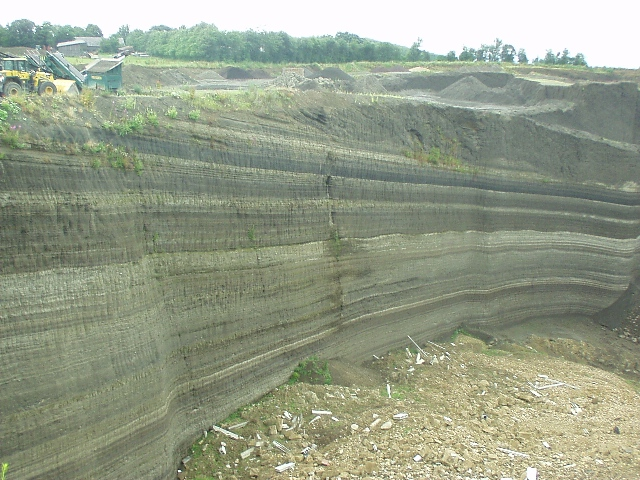
Tephra-Schichtungen in einem Steinbruch bei Weibern im Brohltal

Von großer Bedeutung sind die Tuffdecken der Osteifel. Die Vulkane haben durch wiederholte Ausbrüche über weite Flächen mehrere Meter mächtige pyroklastische Ablagerungen abgesetzt, die vor allem im Neuwieder Becken erhalten geblieben sind, sich jedoch in Resten auch überall in der Osteifel und in Teilen des Westerwalds finden lassen. Die pyroklastischen Ströme der Vulkane haben ähnlich wie die Lavaströme ganze Täler ausgefüllt, so etwa im Brohltal nördlich des Laacher Sees, wo die Ablagerungen Trass genannt werden.
Teil der Vulkanbauten sind oft die Vulkankrater. Diese runden, schüsselförmigen Vertiefungen haben sich in der Nähe oder über dem Schlot eines vulkanischen Ausbruchs gebildet, entweder durch die Freiräumung des Schlotes durch vulkanische Explosionen oder durch das Einbrechen der Deckschichten einer durch den Ausbruch leer geräumten Magmakammer.

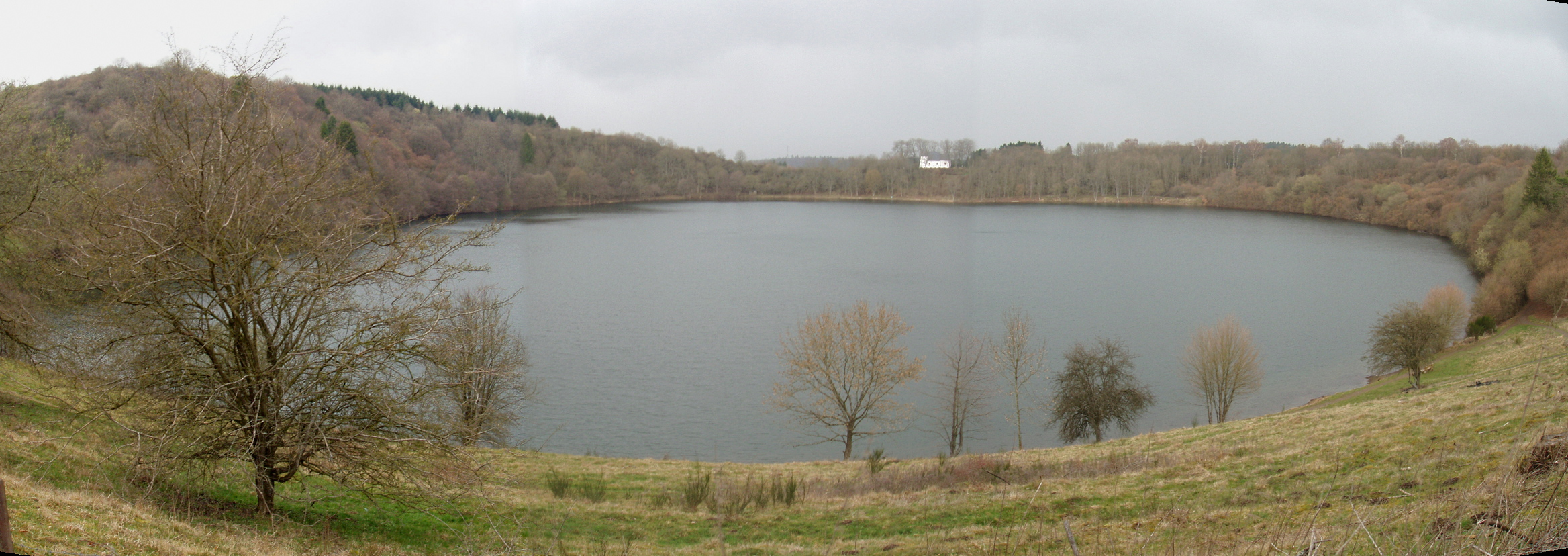
Das Weinfelder oder Totenmaar, eines der drei Dauner Maare

Die Krater, die bei einer Wasserdampfexplosion entstanden sind, werden Maare genannt. Sie sind von einem flachen Wall aus vulkanischen Auswürfen umgeben. Die jüngsten von ihnen sind nur wenig älter als 11.000 Jahre. Beispiele für Eifelmaare sind etwa das Weinfelder Maar, die Schalkenmehrener Maare oder das Pulvermaar. Die Maare sind nicht nur eine eigentümliche Landschaftsform der Vulkaneifel, sondern auch ein wertvolles Archiv der Landschafts- und Klimageschichte. In ihnen lagerten sich Sedimente ab, in denen die Aschen anderer Vulkanausbrüche und die Überreste von Tieren und Pflanzen erhalten blieben, welche Rückschlüsse auf das damals herrschende Klima erlauben. Die meisten Maare finden sich in den äußeren Regionen der vulkanischen Westeifel.
Von ähnlicher Entstehung wie die Maare sind die auch in der Vulkaneifel vorhandenen Diatreme. Ihnen fehlen Kraterwälle und See, es handelt sich um vulkanische Durchschlagsröhren, die auf ein einzelnes Ereignis zurückgehen. Beispiele finden sich im Raum Virneburg.
Durch das Einbrechen einer Magmakammer entstandene Kraterformen werden Caldera genannt. Sie besitzen meist deutlich größere Ausmaße als die Maare. Beispiele für Calderen sind der Laacher See, der Wehrer Kessel und der größtenteils von Tuffdecken verhüllte Riedener Kessel.

## Vulkanische Aktivität
Der Vulkanismus der Eifel begann vor 50 Millionen Jahren im Tertiär und hielt bis in die geologische Gegenwart an. Er schuf zahlreiche landschaftsbestimmende Vulkanbauten, Lavaströme und ausgedehnte Decken vulkanischer Auswurfsmassen aus Tuff und Bims, die schon seit der Römerzeit die Grundlage einer bedeutenden Abbautätigkeit zur Gewinnung von Baustoffen bilden.

### Ursachen des Vulkanismus in der Eifel
Der Vulkanismus in der Eifel (und dem gesamten Rheinischen Massiv) wurde und wird aus Schmelzreservoiren der unteren Kruste und des oberen Mantels gespeist. Er ist ein Zusammenspiel von Auftrieb im oberen Mantel, tektonischer Beanspruchung und bereits existierenden lithosphärischen Strukturen und Suturzonen, die während der variszischen Gebirgsbildung entstanden sind, bei der mehrere kleinere kontinentale Terrane und Becken (Saxothuringische Zone, Mitteldeutsche Kristallinzone, Rhenoherzynische Zone) akkretiert und verkürzt wurden.
Unterhalb der quartären Vulkanfelder befindet sich eine 100 km breite seismische Anomalie im oberen Erdmantel und eine breitere Region des Moho-Upwellings, weswegen immer wieder ein plumenartiger Auftrieb von asthenosphärischen und lithosphärischen Mantelgestein vorgeschlagen wurde, der möglicherweise noch tiefere Wurzeln in einem unteren Mantelplume hat. Die quartären und tertiären Vulkanfelder treten zwar innerhalb eines Ost-West verlaufenden Gürtels auf, wie es für eine typische Hot-Spot-Spur zu erwarten wäre, jedoch kann das zeitliche Muster der vulkanischen Aktivität nicht durch die unidirektionale Bewegung eines tiefen Mantelplumes erklärt werden. Außerdem hat die Mantelplume-Hypothese für die Eifel weitere Probleme, die den Eifelplume zumindest ungewöhnlich machen würden: So ist das Volumen des an der Oberfläche ausgestoßenen Magmas im Vergleich zu etablierten Intraplatten-Hotspot-Vulkanen gering, die Quelle der basanitischen Laven wird aufgrund der Geochemie als flach angenommen und die Verteilung der Vulkane innerhalb einzelner Felder einem NW-SO Trend, der sich von der W-SW-Bewegung des angenommenen tiefen Mantelplumes unterscheidet.
Auch die Vorstellung von heißen, aufgeschmolzenen "Magmakammern" wird zunehmend angezweifelt und es werden vermehrt kalte Reservoire mit niedrigem Schmelzanteil in der unteren Kruste und im oberen Mantel („Mush-Reservoire“) postuliert. Nach dem Mush-Konzept entwickelt sich ein Reservoir im oberen Mantel und in der unteren Kruste zunächst durch wiederholte Intrusionen von Dikes und Sills über längere Zeiträume, möglicherweise entlang bereits bestehender Schwächestrukturen. Solange die Ruhezeit der Sill-Intrusionen viel kürzer ist als die Gesamtdauer der Basaltablagerung, wird die langfristige Entwicklung durch die durchschnittliche Ablagerungsrate gesteuert.
Als Alternative zur Plume-Hypothese werden Modelle des Vulkanismus als lithosphärische Reaktion (Mantel-Upwelling) auf eine asthenosphärische thermische Instabilität, oder die regionalskalige Reorganisation des Mantelflusses nach der Alpenkollision in Erwägung gezogen.

### Vulkanismus der Hocheifel

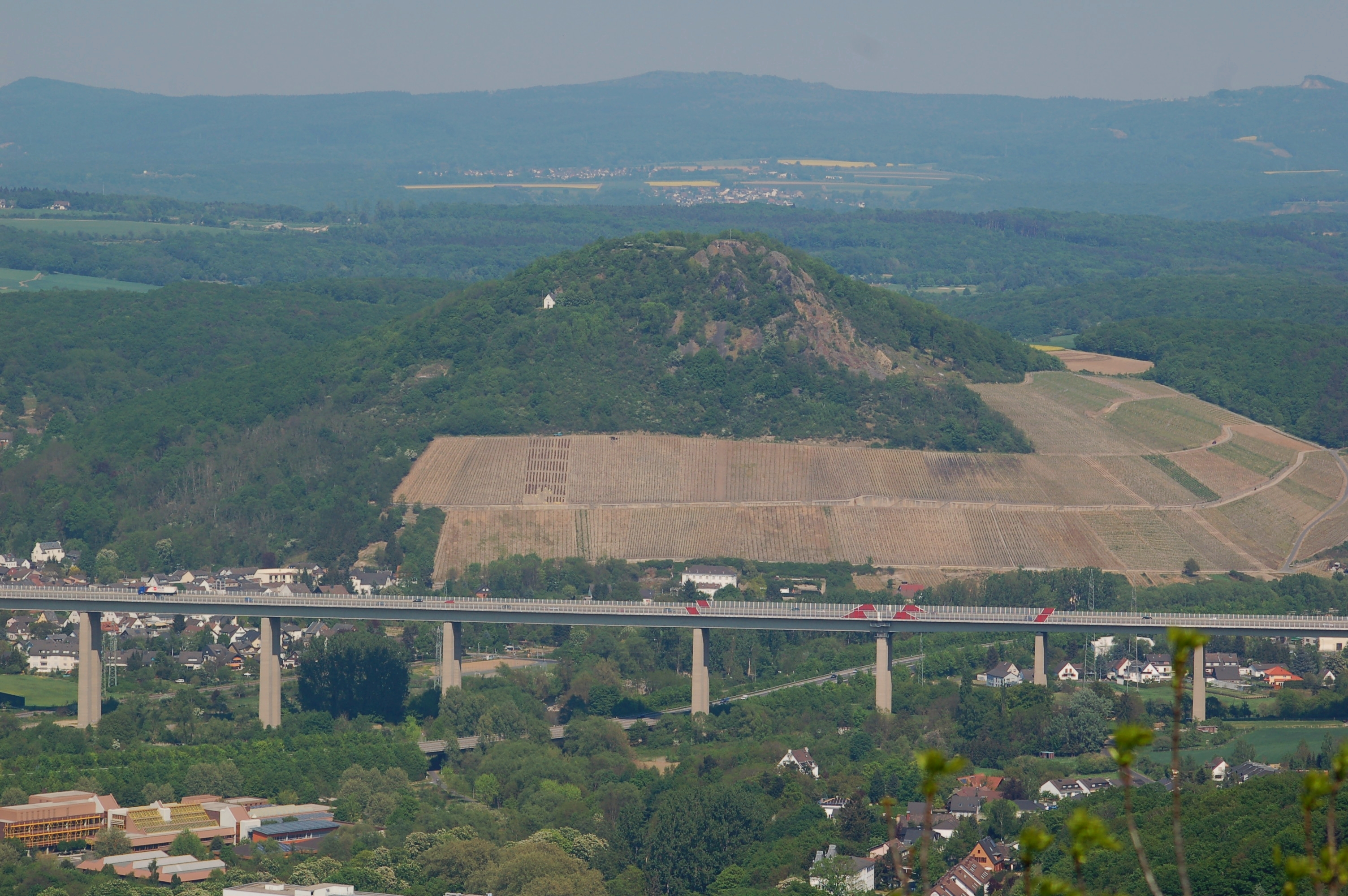
Die Landskrone bei Bad Neuenahr, Rest eines Tertiärvulkans

Schon im frühen Tertiär fanden die ersten Vulkanausbrüche mit dem Schwerpunkt in der Hocheifel statt, noch vor den vulkanischen Tätigkeiten in Siebengebirge und Westerwald. Gefördert wurden besonders in einem von Norden nach Süden gestreckten, etwa 30 km langen Bereich zwischen den Orten Ulmen und Adenau fast ausschließlich Basalte, untergeordnet auch durch magmatische Differentiation aus dem Basalt hervorgegangene Andesite, Latite und Trachyte. Größere Lavaströme und Decken vulkanischer Asche wie in den jüngeren Vulkangebieten von Ost- und Westeifel fehlen hier. Außerhalb dieses vulkanischen Zentrums sind vor allem in der Osteifel weitere verstreute Vorkommen von tertiären Vulkanen bekannt, vor allem im Gebiet des Laacher Sees und der Ahr. In Annäherung an das vulkanische Gebiet des Siebengebirges nimmt die Häufigkeit der Vorkommen wieder stark zu. Eine systematische Verteilung der insgesamt etwa 350 Vorkommen lässt sich nicht erkennen, die Erdkruste wurde von den aufsteigenden Magmen schrotschussartig durchsiebt.
Systematisch ist im Gegensatz dazu die Verteilung der verschiedenen Gesteinsarten, die sich durch ihren Anteil an Quarz unterscheiden, sie ist ringförmig, mit den quarzreichsten Gesteinen im Zentrum. Diese Verteilung spricht für die Herkunft aus einer großen Magmakammer.
Der Hocheifelvulkanismus erlosch etwa gleichzeitig mit dem des Siebengebirges vor ungefähr 15 bis 20 Millionen Jahren.
Bekannte tertiäre Vulkane sind der Arensberg bei Hillesheim oder der Dächelsberg bei Oberbachem.

### Vulkanismus der Westeifel

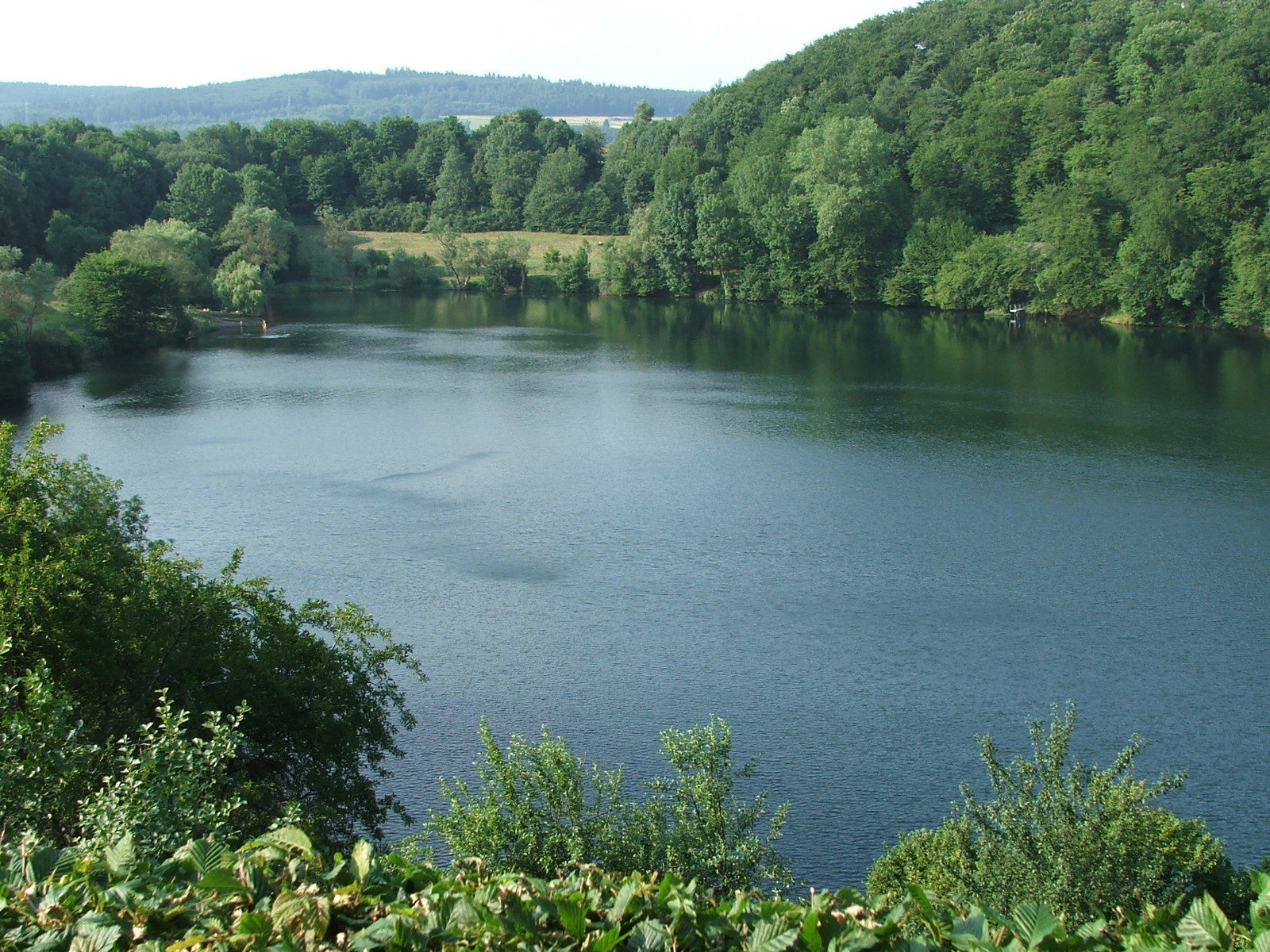
Ulmener Maar, von den Ulmener Burgen aus betrachtet

Der Vulkanismus der West- und Osteifel ist im Gegensatz zu dem der Hocheifel viel jünger als der des Siebengebirges und des Westerwaldes. Er begann in der Westeifel in der Gegend von Daun, Hillesheim und Gerolstein vor etwa 700.000 Jahren und schuf eine etwa 50 km lange, von Nordwesten nach Südosten verlaufende Kette von etwa 100 Schlackenkegeln und Kratern zwischen Bad Bertrich und Ormont.
Beispiel für solche Vulkanbauten sind der Wartgesberg bei Strohn, die Vulkangruppe von Manderscheid, der Radersberg bei Dreis-Brück, der Steffelnkopf bei Steffeln, oder der Goldberg bei Ormont als nördlichster Vulkan der Westeifel.
Besonders häufig sind in der Westeifel die Maare, vor allem in den äußeren Bereichen des Vulkanfeldes. Von den über 50 Maaren sind heute noch acht mit Wasser gefüllt. Weitere 80 ehemalige Ausbruchszentren haben keinen Krater oder Vulkan und sind nur mit speziellen Methoden nachzuweisen. Im Osten geht das Vulkanfeld der Westeifel in das ältere der Hocheifel über. Die Westeifler Vulkane sind schon seit Anfang des 19. Jahrhunderts immer wieder Gegenstand einer regen Forschungstätigkeit gewesen, insbesondere die Maare wurden gründlich untersucht. Die vulkanischen Gesteine der Westeifel sind sehr quarzarm und gehören in die Gesteinsarten der Phonolithe, Basanite, Tephrite und vor allem der Foidite. Ein besonderes Merkmal vor allem der Maare sind beim Ausbruch ausgeworfene Gesteinsbrocken, deren Zusammensetzung den Gesteinen des Erdmantels gleicht, so etwa Dunite, Harzburgite und Peridotite.
Maare sind während der ganzen aktiven Zeit der Westeifel entstanden. Jüngste vulkanische Ereignisse in der Westeifel sind die Entstehung des Pulvermaars vor 20.000 und des Ulmener Maars vor etwa 11.000 Jahren.

### Vulkanismus der Osteifel

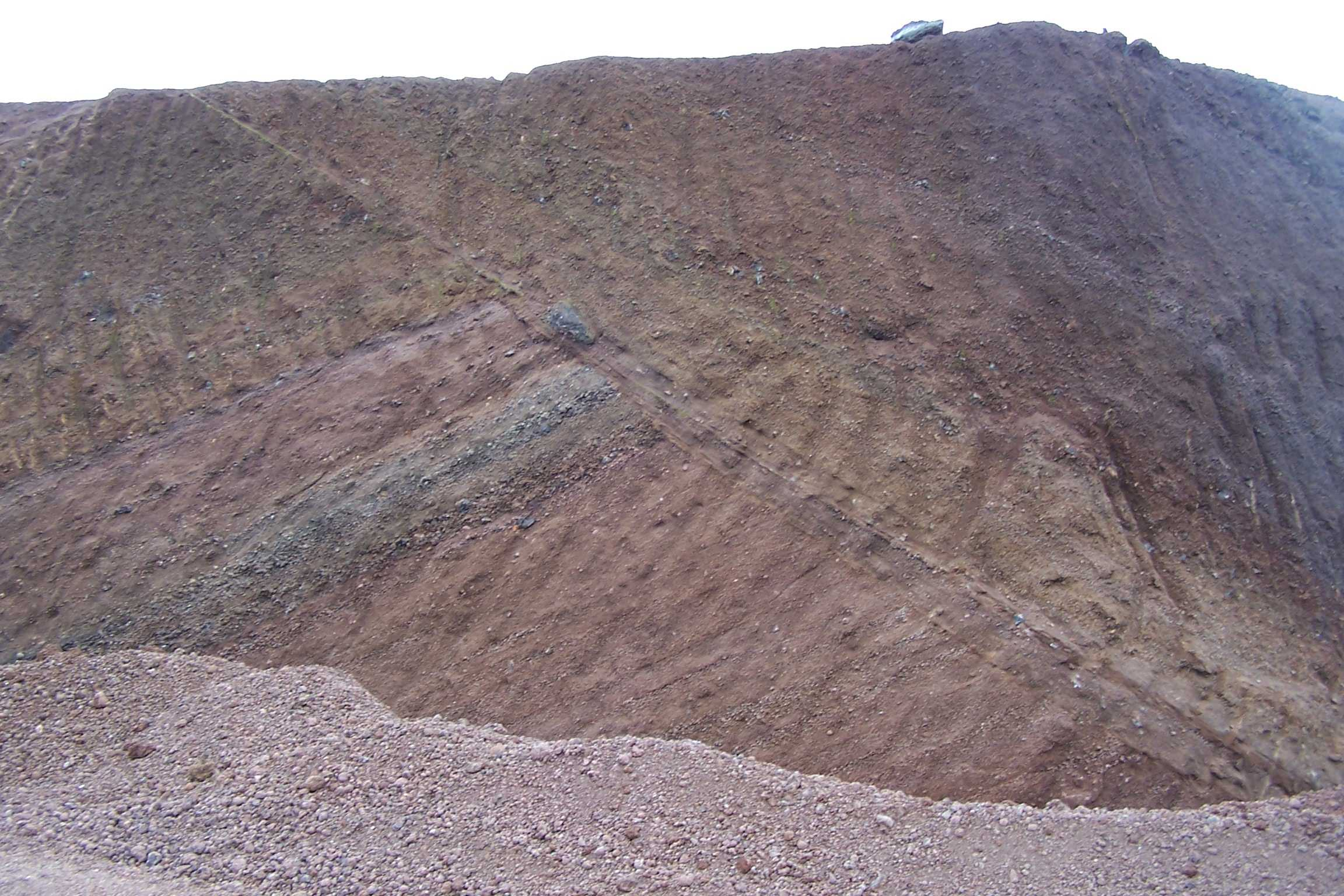
Winkeldiskordanz in schräggeschichteten Tuffen der Osteifel

In der Osteifel begann der Vulkanismus vor etwa 500.000 Jahren in der Gegend des heutigen Laacher Sees und dehnte sich nach Süden bis ins Neuwieder Becken aus, nach Osten überquerte er den Rhein. Im Westen liegt das Vulkangebiet des Laacher Sees relativ nahe bei den östlichsten Ausläufern des Westeifelvulkanismus, dem Niveligsberg bei Drees und den Booser Maaren. Aufgrund der vielfältigen vulkanischen Erscheinungsformen und der besonderen mineralogischen Zusammensetzung der hier vorkommenden Gesteine wurde das Osteifler Vulkangebiet schon seit dem 18. Jahrhundert wissenschaftlich erforscht.
Drei vulkanische Phasen sind anhand der vulkanischen Auswurfmassen und der Art der Vulkantätigkeit nachgewiesen worden. In einer frühen Phase mit Schwerpunkt im Raum des Riedener Kessels zwischen Kempenich, Engeln, Rieden und Bell wurden Tuffe und Laven gefördert, die eine basaltische und phonolithische Zusammensetzung haben. Danach entstanden in der längsten der drei Phasen zahlreiche Basaltvulkane, Schlackenkegel, Tuffdecken und kilometerlange Lavaströme. In der letzten Phase wurden ausschließlich Tuffe gefördert, die sich als Lapillituffe oder feinkörniger Trass vor allem im Osten des Vulkangebiets absetzten. Diese Phase begann in der Gegend des Wehrer Kessels und fand ihren katastrophalen Abschluss im Ausbruch des Laacher-See-Vulkans. Die Menge der von den Vulkanen geförderten Basaltlaven, Bims- und Aschentuffen erreichte hier ein weitaus größeres Ausmaß als in der Westeifel.
Die Menschen, die am Ende der letzten Eiszeit vor etwa 13.000 Jahren in dieser Gegend lebten, hielten sich meist von den Vulkanen fern, wie die Seltenheit archäologischer Funde in direkter Verbindung mit vulkanischen Zeugnissen zeigt.

#### Der Ausbruch des Laacher-See-Vulkans

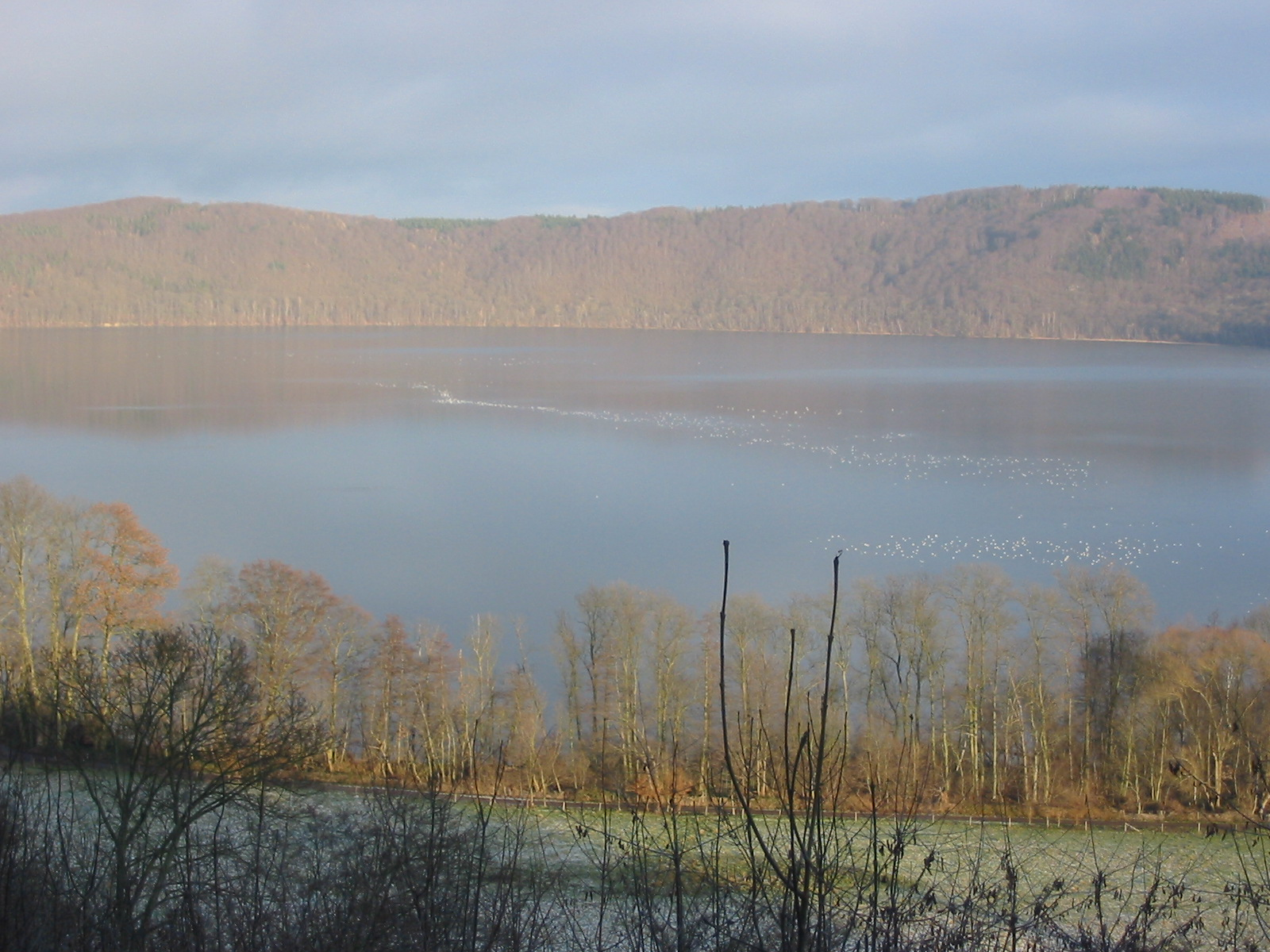
Der Laacher See im Winter

Seinen vorläufigen Abschluss fand der Osteifelvulkanismus mit einem gewaltigen Vulkanausbruch, der nach der Entleerung der Magmakammer unter dem Vulkan zum Einbruch einer Caldera führte, in der sich danach der heutige Laacher See bildete. Es war einer der letzten und dramatischsten Ausbrüche und fand etwa 10.980 – 10.960 v. Chr., also vor etwas über 13.000 Jahren statt.
Zu dieser Zeit ereignete sich ein Großausbruch: Vulkankegel im Gebiet des heutigen Sees explodierten, Lavafetzen und hochgejagtes Lockermaterial (Bomben, Lapilli, Aschen) bildeten bei ihrer Ablagerung am Ringwall des Beckens bis zu 30 m hohe gebänderte Tuff-, Bims- und Ascheschichten. In 15 km Entfernung, bei Neuwied am Rhein, sind diese Schichten noch 6 m mächtig. Staubfeines Material wurde in der oberen Atmosphäre bis Bornholm in der Ostsee und nach Norditalien transportiert und lässt sich als dunkler Streifen in den entsprechenden Bodenhorizonten nachweisen. Bei der Eruption müssen mindestens zwei Megatonnen Schwefel in die Stratosphäre transportiert worden sein.
Rund 16 Kubikkilometer vulkanische Lockermassen wurden damals innerhalb kurzer Zeit ausgeworfen. Das entspricht etwa der fünffachen Fördermenge des Vesuvs bei seinem großen Ausbruch im Jahr 79 n. Chr., der zum Untergang von Pompeji führte. In der Eifel ebenso wie am Vesuv sorgten pyroklastische Ströme für die größte Verheerung. Vom Laacher Vulkan aus sind sie vor allem ins Brohltal abgeflossen und haben dort bis zu 60 m hohe Ablagerungen aus porösem Gestein hinterlassen. Die 50 m hohe Wingertsbergwand zeugt davon. Der Ausbruch förderte nahezu doppelt so viel Material wie alle 300 Schlackenkegel der Ost- und Westeifel zusammen. Wie viele Menschen in dem dünn besiedelten Gebiet ums Leben gekommen sind, ist nicht bekannt, jedoch fand man Reste eines menschlichen Skeletts in den Basisschichten der Laacher-See-Bimstuffe am Fuß der Kettiger Höhe bei Weißenthurm. Nach aktuellen Untersuchungen füllt sich die Magmakammer unter dem Laacher See wieder, allerdings ist der nächste Ausbruch erst in mehreren tausend Jahren zu erwarten.

### Künftige Entwicklung
Heute noch aktive vulkanische Erscheinungen sind die zahlreichen Gasaustritte (Mofetten), Mineralquellen und einige Kaltwassergeysire. Der letzte Ausbruch eines Vulkans in der Osteifel ist 13.000 Jahre, in der Westeifel 11.000 Jahre her. Das bedeutet aber nicht, dass in der Zukunft keine weiteren Ausbrüche zu erwarten wären.
In der Osteifel lief der Vulkanismus nicht gleichmäßig, sondern episodisch ab. Nach einem größeren plinianischen Ausbruch schlossen sich mehrere kleinere Ausbrüche im Abstand von Hunderten bis Tausenden von Jahren an. Danach gab es dann eine größere Pause von bis zu 150.000 Jahren. In den letzten 500.000 Jahren gab es mindestens drei solche Perioden. Es kann also sein, dass der Laacher-See-Ausbruch eine neue Episode eingeleitet hat, und wir in Zukunft die Entstehung neuer Schlackenkegel oder Maare beobachten können. Wann das sein könnte, ist nicht vorherzusagen.

## Bedeutung des Eifelvulkanismus
Der katastrophale Bimsausbruch des Laacher-See-Vulkans hat nicht nur für Zerstörung gesorgt. So ermöglicht die weiträumige Bedeckung und damit Konservierung der nacheiszeitlichen Landschaftsoberfläche durch die Bimslagen der „Laacher-See-Tephra“ die wissenschaftliche Erforschung des Zustandes des Eifelgebiets vor 13.000 Jahren. Darüber hinaus besitzt der Eifelvulkanismus große Bedeutung für die Wirtschaft der Eifel, die bedeutendsten Wirtschaftszweige sind die Gewinnung von Baustoffen und in immer größerem Maße der Tourismus. Auch hat die Vielfalt vulkanischer Erscheinungen zur Ausweisung mehrerer Geoparks und für die Errichtung von mehreren Spezialmuseen Anlass gegeben.

### Baustoffindustrie

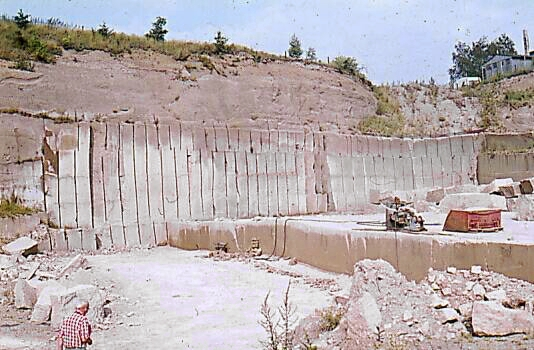
Tuffsteinbruch in Ettringen

Der ehemalige Eifelvulkanismus hat auch wirtschaftlichen Nutzen. Die Bimslagerstätten, welche die Laacher-See-Vulkane vor mehr als 10.000 Jahren abgelagert haben, wurden schon von den Römern zur Gewinnung von Mörtel und Bausteinen im Tagebau sowie unter Tage abgebaut. Die Vorkommen haben im Mittelalter und später im 19. Jahrhundert zur Entwicklung einer Bimssteinindustrie geführt, die vor allem im 20. Jahrhundert enorme Bedeutung gewann. So stammten rund 40 Prozent aller für den Wiederaufbau der Bundesrepublik nach dem Zweiten Weltkrieg verwendeten Bausteine aus dem riesigen Bimstuff-Gebiet des Laacher Vulkans. Die enorme Bedeutung der Bimsverarbeitung geht zurück auf den Bauinspektor Ferdinand Nebel, der 1845 ein Verfahren entwickelte, aus dem gemahlenen Bims unter Zusatz von Kalkmilch Leichtbausteine herzustellen. Die Vorkommen sind heute weitgehend erschöpft, der Abbau nähert sich den Ausbruchszentren selbst, wo jedoch die Qualität des Rohstoffes durch den zunehmenden Anteil an Nebengestein schlechter wird.

### Tourismus
In der Vulkaneifel gibt es neun Ferienregionen, die teilweise aus freiwilligen Zusammenschlüssen verschiedener Verbandsgemeinden entstanden sind. So treten die Verbandsgemeinden Daun, Ulmen und Wittlich-Land als GesundLand Vulkaneifel auf. Die Verbandsgemeinde Gerolstein vermarktet sich unter dem Namen Ferienregion Gerolsteiner Land. Die Verbandsgemeinden Mendig, Pellenz und Verbandsgemeinde Brohltal haben sich zur Ferienregion Laacher See zusammengeschlossen. Die Verbandsgemeinde Kelberg ist unter dem Namen Ferienregion Kelberg tätig und die Verbandsgemeinde Vordereifel unter Ferienregion Vordereifel. Die Verbandsgemeinde Maifeld ist unter dem Namen Ferienregion Maifeld zu finden. Darüber hinaus gibt es den Zusammenschluss der Verbandsgemeinden Adenau, Brohltal, Kelberg und die Verbandsgemeinde Vordereifel als Erlebnisregion Nürburgring.
Der Tourismus stellt einen wichtigen Wirtschaftsfaktor in der Vulkaneifel dar. Schwerpunktthemen sind Vulkanismus, Natur, Wandern, Radfahren und Gesundheit.

#### Natur
Die Natur und unberührte Landschaft, die immer noch deutliche Spuren der vulkanischen Vergangenheit tragen, sind zwei der wichtigsten Faktoren der Vulkaneifel. Mittlerweile erkennt man an, dass sie als Therapeutische Landschaft dienen und zur Salutogenese, also der Entstehung und Erhaltung von Gesundheit, beitragen kann.

#### Wandern
Die Vulkaneifel verfügt über ein gut ausgebautes und dicht beschildertes Netz von Wanderwegen. So durchziehen neben dem Eifelsteig und dem Lieserpfad auch die Vulkaneifelpfade oder die Traumpfade Höhen und Täler. Auch die verschiedenen lokalen Wanderwege sind nach hohen Qualitätskriterien angelegt.

#### Radfahren
Sowohl Radwanderer als auch Mountainbiker finden in der Vulkaneifel Strecken, die speziell auf ihre Bedürfnisse zugeschnitten sind. Während Wege wie der Maare-Mosel-Radweg, die Vulkan-Rad-Route Eifel, der Kosmosradweg, die Mineralquellen-Route und der Eifel-Ardennen-Radweg eher auf gemütliches Fahren ausgelegt sind, werden sportlich Ambitionierte im Trailpark mit seinem 750 Kilometer langen Streckennetz und der Koulshore, in der Fahrtechniken geübt werden können, gefordert.

#### Gesundheit
Neben den bereits vorhandenen natürlichen Ressourcen wie frische Luft, klares Wasser und waldreiche Umgebung finden sich in der Vulkaneifel zahlreiche medizinische Einrichtungen, viele davon auf speziellen Fachgebieten spezialisiert. Die Städte Daun und Manderscheid sowie Bad Bertrich sind ausgewiesene und anerkannte Kurorte.

#### Geoparks und Museen

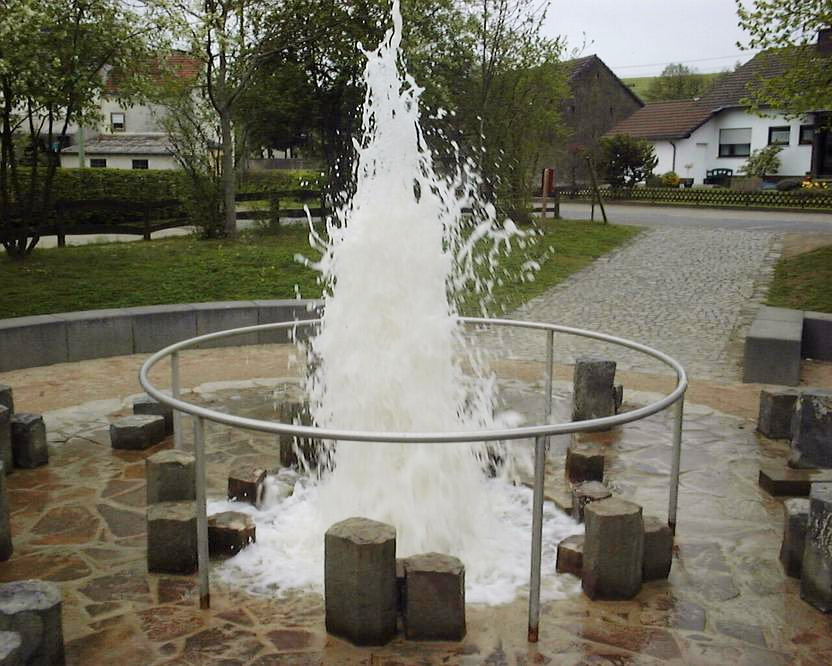
Der Kaltwassergeysir in Wallenborn, eine der Sehenswürdigkeiten der Deutschen Vulkanstraße

In der Vulkaneifel gibt es zwei Geoparks: der Natur- und Geopark Vulkaneifel, der zu den UNESCO Global Geoparks gehört, und der Nationale Geopark Laacher See.
Der Nationale Geopark Laacher See umfasst die vulkanischen Bereiche der Osteifel, die bis an den Rhein reichen. Das Besucherzentrum des Vulkanparks im Landkreis Mayen-Koblenz liegt zwischen Plaidt und Saffig in der Rauschermühle. An das Zentrum angeschlossen ist der Rauscherpark im Tal der Nette, der sich mit der vulkanischen Geschichte der Umgebung und der Nutzung der Basaltlavavorkommen durch die Römer beschäftigt. Der Vulkanpark umfasst ein Netz von vier Routen, die insgesamt 26 Stationen miteinander verbinden. Bestandteil des Vulkanparks ist auch das 2005 eröffnete Deutsche Vulkanmuseum Mendig – Lava-Dome. In der Trassgrube Meurin bei Kretz erlaubt das Römerbergwerk Meurin einen Einblick in den unterirdischen Abbau des schon bei den Römern begehrten Baustoffes Trass. Das Museum Terra Vulcania in Mayen thematisiert die 7000-jährige Basaltabbaugeschichte und der vulkanische Rohstoff Bims wird im Deutschen Bimsmuseum in Kaltenengers behandelt. Eine weitere Attraktion im Vulkanpark ist der Geysir Andernach, der weltweit höchste Kaltwassergeysir.
Das Infozentrum des vor allem rund um den Ausbruch des Laacher-See-Vulkans konzipierten Vulkanparks Brohltal/Laacher See liegt in Niederzissen. Fünf Wanderrouten führen durch das untere, mittlere und obere Brohltal, rund um den Laacher See und durch das Vinxtbachtal, eine überordnete Tour verbindet die Höhepunkte aller Wanderrouten und ist für die Befahrung mit dem Auto oder Rad konzipiert. Entlang der Routen sind die geologischen Gegebenheiten auf großen Infotafeln erläutert. Bestandteile des Vulkanparks Brohltal/Laacher See ist der Geologieerlebnisgarten in Engeln und die Museumsinsel in Weibern, die sich mit dem früher wichtigen Tuffabbau der Region befasst.
Der UNESCO Global Geopark Vulkaneifel, zugleich Natur- und Geopark Vulkaneifel, fasst die vulkanologisch interessanten Bereiche der Westeifel zusammen. Hier sind mit dem Geopfad Hillesheim, der Vulkanroute als Teil der Geo-Route Manderscheid und dem Vulkanerlebnispfad bei Strohn drei geologische Wanderwege entstanden. Der Geopark umfasst große Teile der Verbandsgemeinden Gerolstein, Daun, Kelberg, Ulmen und Wittlich-Land. In Daun steht das Vulkanmuseum Daun dem Besucher offen, in Strohn bietet das Vulkanhaus Wissenswertes über den Vulkanismus der Eifel und in Manderscheid sind die Maare der Schwerpunkt des Maarmuseums Manderscheid. Weitere Museen mit Informationen zum Eifelvulkanismus finden sich in Hillesheim, Jünkerath und Gerolstein.
Die geologischen Besonderheiten der Vulkaneifel erschließt außerdem die Deutsche Vulkanstraße. Sie berührt 39 der wichtigsten geologischen, kulturhistorischen und industriegeschichtlichen Sehenswürdigkeiten in der Vulkaneifel und verbindet auf diese Weise die beiden bestehenden Nationalen GeoParks der Eifel miteinander.

## Trivia
In dem Spielfilm Vulkan aus dem Jahr 2009 wird ein möglicher Vulkanausbruch in der Vulkaneifel dargestellt.
Der Asteroid (4611) Vulkaneifel trägt diesen Namen.